# 2010 Summer Tour EP
2010 Summer Tour EP è un EP del gruppo musicale statunitense Paramore, venduto in edizione limitata in sole 3 000 copie durante l'Honda Civic Tour 2010 e il loro tour di supporto per l'album Brand New Eyes. L'EP è stato pubblicato digitalmente anche su iTunes.
Contiene due canzoni eseguite dal vivo dei Paramore e alcuni brani di altri gruppi partecipanti all'Honda Civic Tour.

## Tracce
1. Paramore – Ignorance (Live from Wembley Arena) – 3:49
2. Paramore – My Heart (Live from Wembley Arena) – 6:08
3. Tegan and Sara – Back in Your Head (Live Acoustic In Australia) – 3:31
4. Tegan and Sara – Sheets – 3:18
5. New Found Glory – I'm the Fool – 3:38
6. Kadawatha – Gonna Stay – 3:15

## Formazione
Paramore
- Hayley Williams – voce, tastiera
- Josh Farro – chitarra solista, voce secondaria
- Taylor York – chitarra ritmica
- Jeremy Davis – basso
- Zac Farro – batteria